# Goito
Goito és un municipi a la província de Màntua, a la regió de la Llombardia, (Itàlia).
Goito limita amb els municipis de Cavriana, Ceresara, Guidizzolo, Marmirolo, Porto Mantovano, Rodigo i Volta Mantovana.
Pertanyen al municipi les frazioni de Calliera, Cerlongo, Maglio, Massimbona, Marsiletti, Sacca, Solarolo, Torre i Vasto.

## Galeria

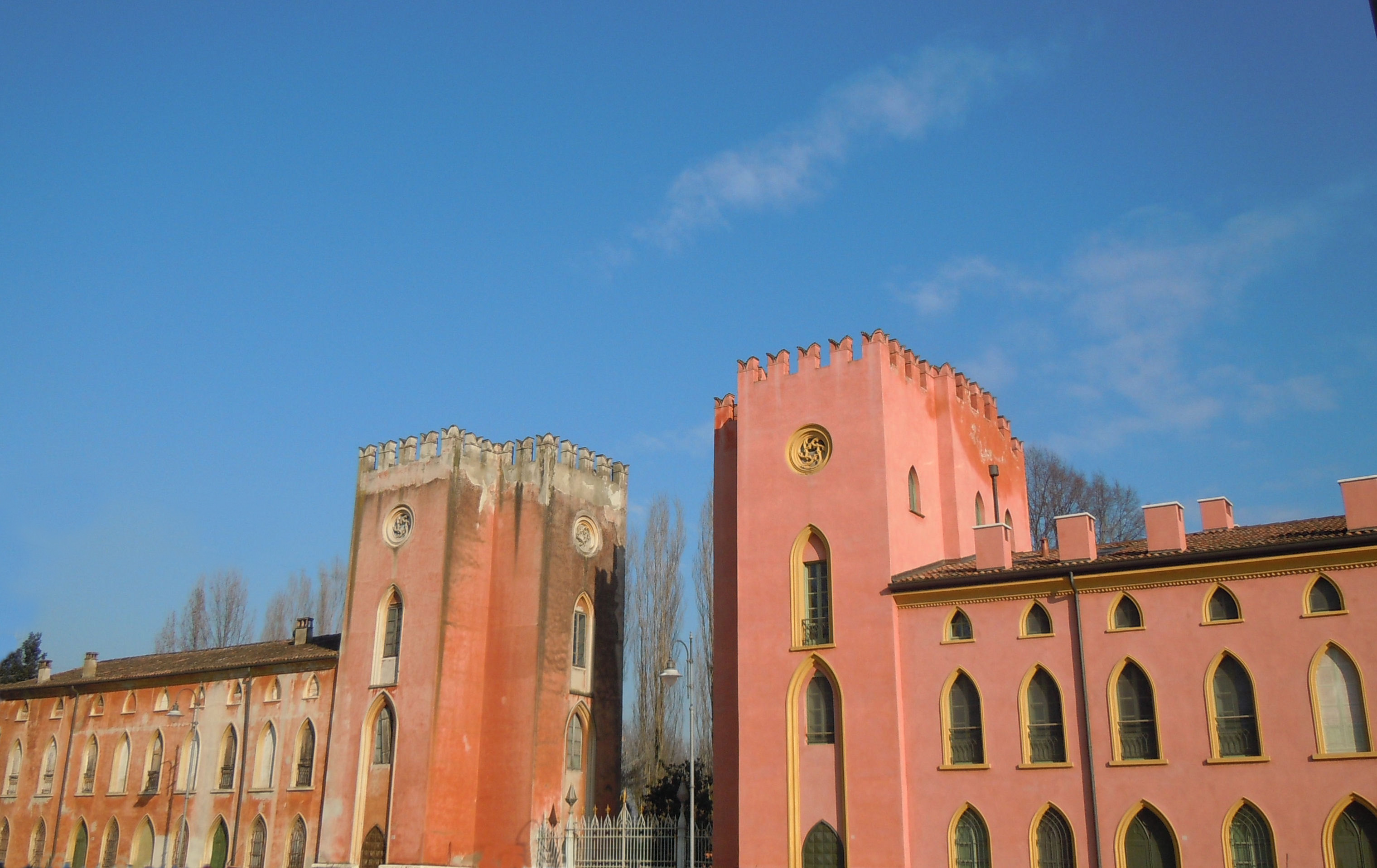
Palau a la plaça Matteotti
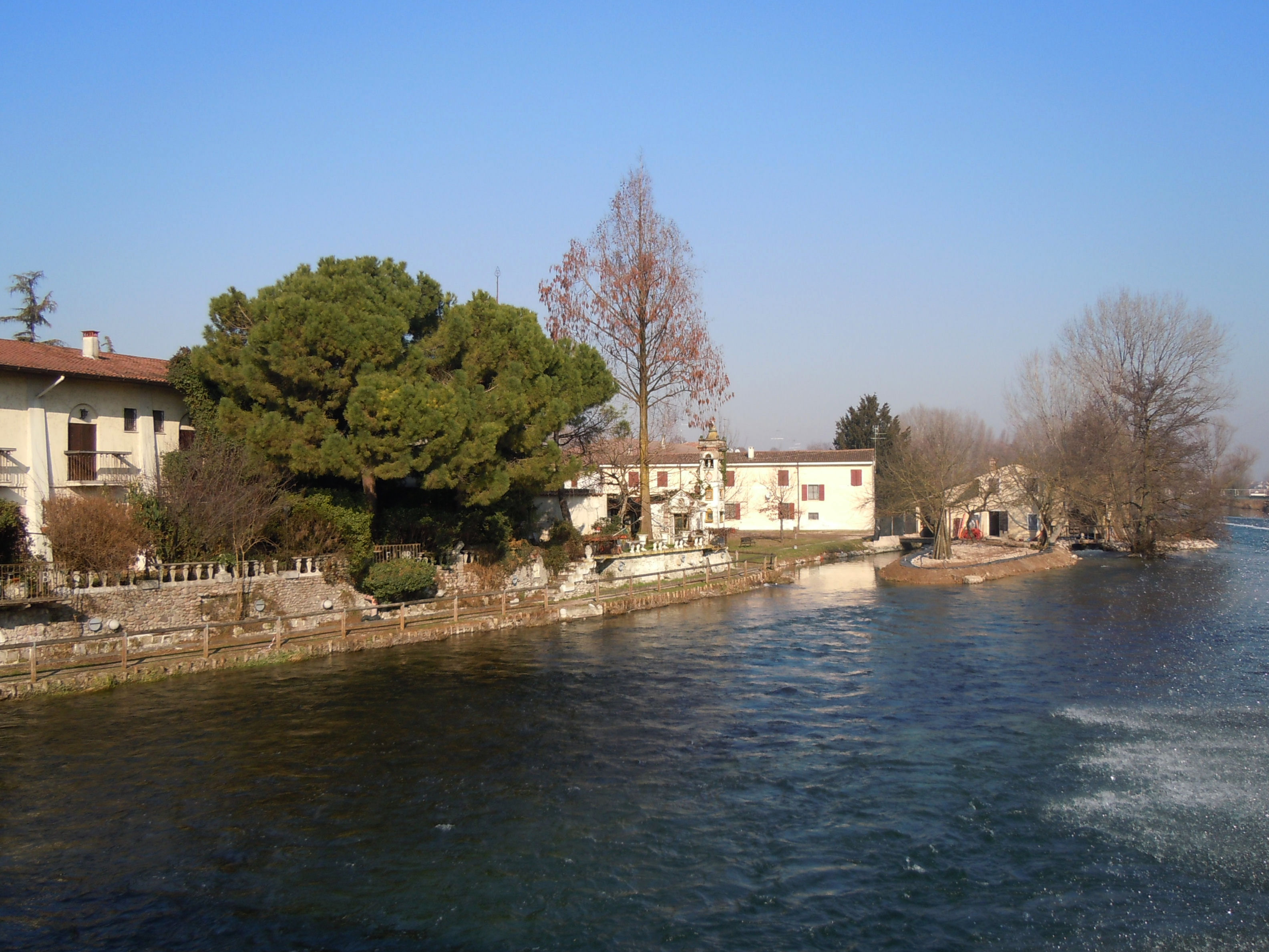
El riu Mincio al seu pas per Goito
Localització de Goito a la província de Màntua